# 過マンガン酸アルミニウム
過マンガン酸アルミニウム(en:Aluminum permanganate,かマンガンさんアルミニウム)は、化学式がAl(MnO4)3で表されるアルミニウムの過マンガン酸塩である。

## 合成
過マンガン酸バリウム水溶液に、硫酸アルミニウム水溶液を作用させ、硫酸バリウムの沈殿を取り除き、再結晶で得られる。
{\displaystyle {\ce {3 MnO4^-\ + 2Al^{3+}-> Al(MnO4)3}}}
また、過マンガン酸の水溶液に、水酸化アルミニウムを作用させ、水を取り除けば得られる。
{\displaystyle {\ce {HMnO4\ + Al(OH)3-> Al(MnO4)3\ + H2O}}}

## 概要
過マンガン酸イオンを含むため、かなり、強い酸化剤である。有機物と一緒に加熱してはならない。これは、高い爆発性を有するからである。また、濃硫酸混合時、極めて爆発性の高い、化合物を生成する。また、水酸化アルミニウムを作用させると、Al2(MnO4)3の暗緑色沈殿を生成する。

## 関連化合物
- 過マンガン酸鉄(III)
- 過マンガン酸バリウム
- 過マンガン酸カルシウム